# The Scepter of the Ancients
Albums de Psycroptic
The Isle of Disenchantment
(2000) Symbols of Failure
(2006)
The Scepter of the Ancients est le deuxième album du groupe Psycroptic, sorti en 2003 sous le label Unique Leader. Cet album est le dernier auquel participa le chanteur Matthew Chalk.

## Liste des pistes
1. The Colour of Sleep - 5:05
2. Battling the Misery of Organon - 4:00
3. Lacertine Forest - 4:09
4. Psycrology - 4:55
5. Skin Coffin - 4:01
6. Cruelty Incarnate - 5:26
7. The Valley of Winds Breath and Dragons Fire - 4:57
8. A Planetary Discipline - 3:55
9. The Scepter of Jaar-Gilon - 6:32